# Нинис, Йозеф
Йозеф Нинис (словац. Jozef Ninis, 28 июня 1981, Чадца, Жилинский край) — словацкий саночник, выступающий за сборную Словакии с 1996 года. Участник 5 подряд зимних Олимпийских игр (2006, 2010, 2014, 2018, 2022), многократный призёр национального первенства.

## Биография
Йозеф Нинис родился 28 июня 1981 года в городе Чадца, Жилинский край. Активно заниматься санным спортом начал в возрасте десяти лет, в 1996 году прошёл отбор в национальную сборную и стал принимать участие в различных международных стартах. В сезоне 2001/02 состоялось первое его выступление на взрослом Кубке мира, в 2004 году первые съездил на взрослый чемпионат мира — занял на трассе японского Нагано 17-е место.
Выбившись в лидеры сборной, в 2006 году Нинис удостоился права защищать честь страны на Олимпийских играх в Турине, где впоследствии финишировал 22-м. На чемпионате мира 2008 года в немецком Оберхофе занял 13-е место, и до сих пор это лучший его результат на мировых первенствах. Кроме того, в этом сезоне показал свой лучший результат в Кубке мира, заняв в общем зачёте мужского одиночного разряда 22-ю позицию. Позже ещё дважды повторил это достижение в сезонах 2010/11 и 2011/12.
В 2010 году Йозеф Нинис ездил соревноваться на Олимпийских играх в Ванкувере, где выступил немного хуже предыдущего раза, приехав 24-м. Сезон 2010/11 завершил четвёртым местом в общем зачёте Кубка наций. В 2014 году побывал на Олимпийских играх в Сочи, где финишировал 20-м в мужской одиночной программе и стал 10-м в смешанной эстафете.
Сейчас Нинис живёт и тренируется в своём родном городе Чадца, работает там спортивным инструктором. В свободное от санного спорта время любит кататься на лыжах и велосипеде, а также плавать.